# Affaire du capitaine de nuit
L’affaire du capitaine de nuit est une affaire politico-judiciaire à Malte en 1770 qui voit s'opposer une partie des chevaliers de Malte face à leur grand maître.

## Contexte

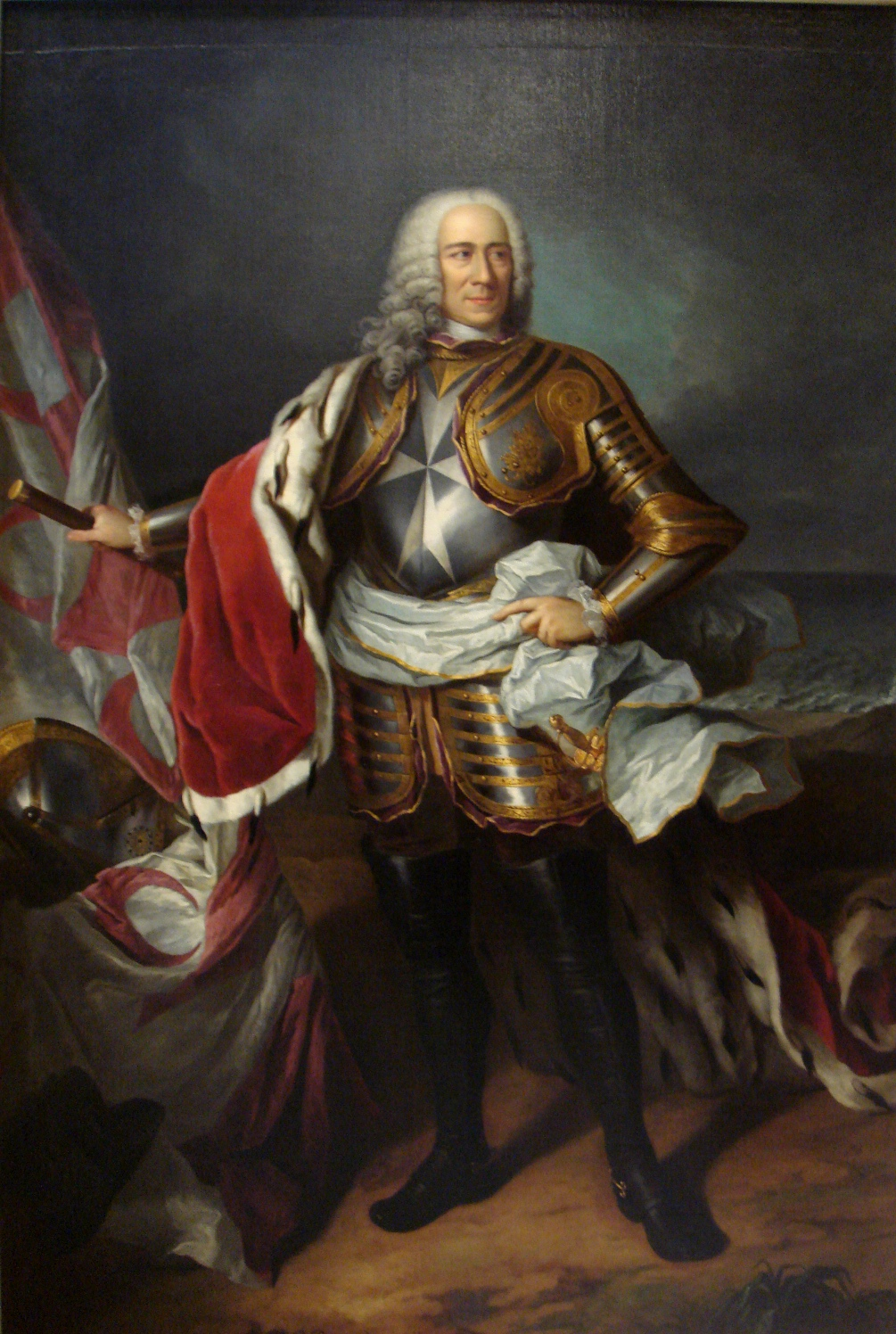
Manoel Pinto da Fonseca par Pierre Bernard

En 1770, l'Ordre est dirigé depuis 29 ans par le grand maître vieillissant Manoel Pinto da Fonseca.
En 1758, la demande au grand maître de l'abolition de la possibilité de transformation de la bourgeoisie en quartier de noblesse par le prieuré de Catalogne de la langue d'Aragon, demande acceptée par le Sacré Conseil. Informé par le pape, le roi d'Espagne se montre très opposé et le fait savoir à Pinto. Le prince de Conti reprend à son compte une proposition datant de 1751 des langues de Provence, de France et d'Auvergne. Cette proposition demandait de supprimer les huit quartiers de noblesse maternelle contre seize quartiers de noblesse paternelle. Le prince de Conti espère que Pinto s'y opposera et regroupera ainsi les mécontents autour de lui. Mais Pinto, sur les conseils de Fleury, transmet la demande à Louis XV qui ne lui donna pas de suite.
En fait depuis à peu près dix ans les chevaliers et principalement les Français donnaient un spectacle peu reluisant, des chevaliers peu enclins à une grande moralité religieuse plus prompts à la défense de leurs intérêts particuliers. À cette disposition intérieure de l'Ordre venait se surajouter des problèmes financiers : l’affaire de la Couronne ottomane (1760) et l'achat de grains (1766).

## L'intervention du capitaine de nuit
Paul Joseph Marie des Pins était un chevalier de la langue de Provence porté sur la boisson qui avait déjà été relégué dans son château pendant six ans et qui se retrouvait à Floriana à fréquenter les tavernes. Il se retrouve la nuit du 6 au 7 février 1770 dans l'une d'elles quand éclate une rixe. Le capitaine de nuit, Raphael Zammit, et ses hommes sont menacés. Il décide d’arrêter des Pins, ils le malmènent et le retiennent les fers aux pieds, d'abord dans la maison du capitaine puis le garrottent publiquement avant de le conduire à la Castellania où il fut retenu quatre heures dans « l'une des plus abjectes cellules secrètes. »
Dès qu'il en fut averti, Pinto fit transférer des Pins dans les prisons du fort Saint-Elme, prison généralement réservée aux membres de l'Ordre. Il pensait que le capitaine n'avait pas reconnu le chevalier or il n'en était rien. Sur l'instance du pilier de la langue de Provence et devant les récriminations du Couvent, Pinto fit libérer des Pins et enfermer le capitaine, le condamnant aux galères à vie. Devant la mobilisation de jeunes chevaliers, les sept piliers des langues veulent que le capitaine soit fouetté devant la porte de chaque auberge et trois baillis, Escudero, Belmont et Rohan, menacent de mettre le feu au palais magistral. Dans l'heure, le grand maître leur donne satisfaction. Les baillis n'attendaient pas une réponse positive et durent changer leur fusil d’épaule pour déstabiliser Pinto puisque tel était le but de cette manœuvre. Ils accusèrent alors Pinto d’être à l'origine de l'arrestation de des Pins.
Le 11 février, Rohan et Belmont firent circuler une pétition pour réclamer une réunion du Sacré Conseil. Pinto resta inébranlable et le 13, un rassemblement des jeunes chevaliers a lieu dans les jardins Upper Barrakka pour aller réclamer une réunion du Conseil. Devant Pinto toujours inébranlable, Rohan et Belmont renouvellent deux fois la démarche, la première à 22 heures et la deuxième après souper mais Pinto reste toujours aussi inébranlable. Les deux baillis firent alors appel au pape et le 15 à l'inquisiteur. Ils reprochaient à Pinto d'avoir refusé de réunir le Conseil et de violer les statuts comme le fait que les procureurs du Trésor ne quittaient plus leur charge tous les deux ans, qu'ils ne tenaient plus d'audiences publiques et que les dépenses n'étaient plus discutées. Ils lui reprochaient de même d'avoir contraint le peuple à la disette, ruiné le Trésor et l’Università, d'avoir abandonné les exercices militaires, enfin que l'habit de l'Ordre n’était plus respecté par ses propres gardes.
Le 20 février, il écrit au roi de France lui demandant son intervention dans un conflit interne « dérivant uniquement de la longueur de [son] règne et de l'ambition de quelques vieillards pressés de [lui] succéder. » Le même jour, dans une lettre à Choiseul, il demandait le rappel en France de Belmont et Rohan reconnaissant ainsi de n'avoir plus autorité sur eux. Louis XV répond à Pinto, le 10 avril 1770, qu'il avait chargé Choiseul d’écrire aux deux chevaliers et au cardinal de Bernis de s'opposer à Rome dans leur démarche auprès du pape. Dans la réponse que Rohan fit à Choiseul, celui-ci dit tout haut ce que chacun pensait tout bas, que la faiblesse intellectuelle de Pinto était due à l'age et qu'il abdiquait indépendance de l'Ordre à la France et de la langue portugaise en défaveur des autres langues. Quant au pape, il envoya ses instructions à l'inquisiteur Giovanni Ottavio Manciforte Sperelli demandant aux baillis de présenter des excuses. Le 6 mai, Pinto dut se contenter de la lecture de la lettre pontificale par les baillis récalcitrants.
Lorsque le nouvel inquisiteur de Malte, Antonio Lante Montefeltro della Rovere, fit connaitre à Pinto, le 12 avril 1771, la volonté du pape d'avoir un compte-rendu de l'utilisation des fonds de l'Université, Pinto entra dans une colère publique sans nom, criant qu'il n'avait de compte à rendre à personne. À peu de temps de là, le Saint Siège fit savoir à l'inquisiteur de ne traiter qu'avec le vice-chancelier Francisco Guedes. Ainsi chacun attendait la fin d'un magistère dont il n'avait plus rien à attendre mais « comme l'affaire de la Couronne ottomane qui avait été à l'origine de la déficience de l'Europe à l’égard de l'Ordre » l'affaire du capitaine de nuit « fut à l'origine du divorce définitif entre les habitants de l'île et les chevaliers, et donc la véritable préhistoire d'un sentiment, encore confus, d'une communauté d’intérêts des Maltais. »

## Conséquences
L'affaire se tassa assez rapidement car tout le monde était dans l'attente de la mort de Manoel Pinto da Fonseca qui ne sera effective que le 24 janvier 1773. Seule la mentalité des Maltais vis-à-vis de l'Ordre est très gravement atteinte. Le 20 avril et le 10 mai 1770, Jacques ou Giacomo Prépaud, un riche commerçant d'origine française qui a donné un de ses fils à l'Ordre comme chapelain conventuel de la langue de Provence puis servant d'armes dans les trois langues françaises, rédige deux rapports non sollicités qu'il adresse à Cibon, secrétaire de Fleury, et à l'ambassadeur de l'Ordre à Paris. Tout en prenant le parti de la classe moyenne des Maltais, snobée par l'Ordre depuis au moins le magistère de António Manoel de Vilhena. Il se faisait alors le porte-parole des réformateurs de l'Ordre en même temps que celui des Maltais, cette classe de juristes des secrétaireries, de commerçants, de négociants et d'hommes d'affaires, habitant La Valette, qui détenaient la réalité des rouages politiques du pouvoir. Il notait aussi que l'Ordre ne devait sa tranquillité qu'aux moines et prêtres qui étaient bien pourvus par l'Ordre mais Prépaud ne se leurrait pas et prévoyait déjà une révolte possible de ces prêtres qui possédaient sur les Hospitaliers un avantage, celui de parler maltais. C’était avec 5 ans d'avance prévoir la révolte des prêtres.

## Sources
- Alain Blondy, L'ordre de Malte au XVIIIe siècle, des dernières splendeurs à la ruine, Paris, éditions Bouchene, 2002 (ISBN 2-912946-41-7).